# Valla vasútállomás
Valla vasútállomás (németül: Bahnhof Wallern im Burgenland) egy burgenlandi vasútállomás, Valla településen, melyet a GYSEV üzemeltet.

## Vasútvonalak
Az állomást az alábbi vasútvonalak érintik:
- Fertővidéki Helyiérdekű Vasút

## Kapcsolódó állomások
A vasútállomáshoz az alábbi állomások vannak a legközelebb:
- Pomogy vasútállomás
- Mosonszentandrás vasútállomás

## Forgalom
| Járat                                       | Útvonal | Gyakoriság |
| ------------------------------------------- | --- | ---------- |
| személyvonat / Regionalexpress/REX63 (Fhév) | Fertőszentmiklós – Fertőszéplak-Fertőd – Pamhagen (Pomogy) (– Wallern im Burgenland (Valla) – St. Andrä am Zicksee (Mosonszentandrás) – Frauenkirchen (Boldogasszony) – Mönchhof-Halbturn (Barátudvar-Féltorony) – Gols (Gálos) – Weiden am See (Védeny) – Bad Neusiedl am See (Nezsiderfürdő) – Neusiedl am See (Nezsider) – Parndorf Ort (Pándorfalu község) – Bruck a. d. Leitha (Bruck-Királyhida) – Gramatneusiedl – Wien Grillgasse – Wien Hauptbahnhof) | Napi 5 pár |